# Diadochokineza
Diadochokineza (łac. diadochokinesis) – zdolność do wykonywania szybkich ruchów naprzemiennych, takich jak nawracanie i odwracanie ręki, otwieranie i zamykanie dłoni czy szybkie przebieranie palcami. Ocenia się szybkość i płynność wykonywania tych ruchów.
Brak możliwości wykonania powyższych ruchów to adiadochokineza, a utrudnione wykonywanie to dysdiadochokineza.
Zaburzenia diadochokinezy występują w zespole móżdżkowym.